# プロコピー・リアプノフ
プロコピー・ペトロヴィチ・リアプノフ（ロシア語: Прокопий Петрович Ляпунов; ラテン文字転写例: Prokopy Petrovich Lyapnov, 1611年没）は、リューリク朝ロシアの政治家で、ポーランド軍からのモスクワ解放に貢献した。

## 生涯
ボリス・ゴドゥノフの死後、プロコピーとその弟ザカーリー・リアプノフは、偽ドミトリー1世を担いでいた。1606年の初頭、彼は反乱軍側のボロトニコフ蜂起に参加したが、1606年11月にリアプノフはモスクワに向かい、ヴァシーリー4世についた。 ヴァシーリー4世に恭順したことにより、ドヴォリャニン（貴族）に叙され、1607年のドゥーマにも参加した。1608年から1610年にかけて、リアプノフはリャザン地方の農民蜂起および偽ドミトリー2世の支持者に対して、軍を率いて戦った。しかし、結局リアプノフは1610年7月にヴァシーリー4世の廃位に加担した。
1611年にモスクワがポーランド軍に占領されると、リアプノフはモスクワ総主教エルモゲンの回状に触発されて第一義勇軍を組織し、そのリーダーとなった。1611年3月、義勇軍はモスクワに向かい、ポーランド軍を防ぎ止めた。リアプノフは1611年の夏には暫定政府の実質的な首席となった。しかし、6月30日に農奴制を復活させる法令を発して、自らがコサックとの間に結んだ「自由と給与を与える」という約束を反故にしてしまった。その結果、1611年8月1日に怒ったコサックに殺害された。義勇軍という構想はドミートリー・ポジャールスキーに受け継がれ、1612年にポーランド軍からモスクワを奪還することに成功した。

## 参照
- ミハイル・スコピン＝シュイスキー